# 横浜市立飯島中学校
横浜市立飯島中学校（よこはましりつ いいじまちゅうがっこう）は、神奈川県横浜市栄区飯島町にある公立中学校。

## 沿革
- 1981年（昭和56年） - 開校。
- 1987年（昭和62年） - 交通安全教育活動優良校として栄警察署より表彰。
- 2010年  (平成22年)    - 開校30周年

## 部活動
- 運動系部活動
  - 野球部
  - サッカー部
  - ソフトテニス部
  - バドミントン部
  - 男子バスケットボール部
  - 女子バスケットボール部
  - 女子バレーボール部
  - 剣道部
  - 柔道部
  - 水泳部
- 文化系部活動
  - 吹奏楽部
  - アート部(2022に美術部とイラスト文芸部が合併)
  - 茶道部